# Густафссон, Вильхельм
Вильхельм Густафссон (фин. Wilhelm Gustafsson, 1870  —?) — финский конькобежец. Участник чемпионата Европы-1898 по конькобежному спорту в Гельсингфорсе (ныне — Хельсинки, Финляндия). Выступал за сборную России. В общем зачёте занял третье место.

## Достижения
| турнир                            | дата                 | город        | 500 м    | 1500 м     | 5000 м      | 10000 м     | место |
| --------------------------------- | -------------------- | ------------ | -------- | ---------- | ----------- | ----------- | ----- |
| 6-й чемпионат Европы — многоборье | 19 — 20 февраля 1898 | Гельсингфорс | 53,6 (7) | 2.55,2 (8) | 10.07,6 (7) | 21.09,4 (4) | (3)   |